# マウリデス・ロケ・ジュニオール
マウリデス・ロケ・ジュニオール（Maurides Roque Junior, 1994年3月10日 - ）は、ブラジル・コロンビア出身のサッカー選手。FCザンクトパウリ所属。ポジションはフォワード。マイコン・ペレイラ・ロケは兄。

## 経歴
2018年7月12日、CSKAソフィアに加入した。
2019年2月、長春亜泰足球倶楽部と2年契約を結んだ
中国でのCovid-19感染拡大、中国サッカー・甲級リーグの無期限開幕延期の影響を受けて、2020年2月、Kリーグ2のFC安養にフリーで加入した。
2022年12月、FCザンクトパウリに加入した。